# EOTECH
EOTECH全稱Electro-Optics Technology（光電科技），是美國一家位於密西根州安娜堡，設計並生產軍用電子光學用品的公司。以往公司名稱寫法為大小寫的EOTech，在2017年更換為現時商標後將公司名稱改為全大寫EOTECH。

## 歷史

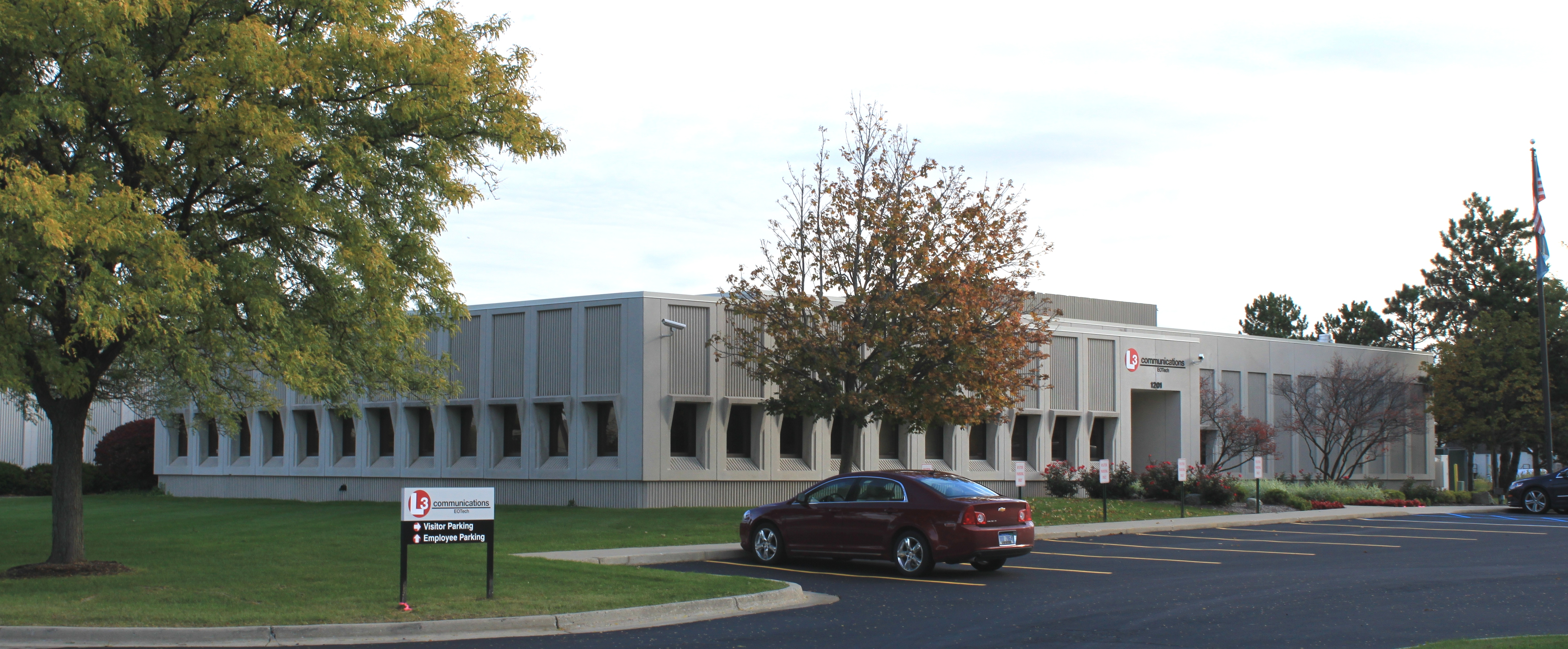
2011年EOTech位於密西根州安娜堡的總部

第二次世界大戰後，柳樹實驗室（英語：Willow Run Laboratories）正式成立，後來於1972年密西根州環境研究所（英語：Environmental Research Institute of Michigan，簡稱ERIM）從柳樹實驗室獨立出來。期間科學家研發出合成孔徑雷達，並發現其原理與1950年蓋博·丹尼斯提出的全像投影一模一樣。而在60年代發現的氦氖雷射則讓全像投影成為現實，並由Emmett Leith及Juris Upatnieks將雷射技術及合成孔徑雷達技術結合在一起。後來在70年代，研究人員在美國空軍及陸軍的合同下研發可用於直昇機及高射砲的全息瞄具概念，但研發產物過於巨大及昂貴而無法合理使用。80年代，同樣應用全像投影技術，用於戰鬥機的抬頭顯示器成功研發並應用在當時最先進的戰鬥機，因此到了90年代便出現了更廉價及尺寸較小的部件及技術，並因而可以研發較便宜且尺寸緊湊的全息瞄具。1993年，ERIM為了將其技術商業化而成立了密西根開發公司（英語：Michigan Development Corporations，簡稱MDC）以及數個子公司。MDC於1995年以ERIM子公司名義正式成立EOTech。
EOTech於1996年SHOT Show以博士能全息瞄具（英語：Bushnell-HoloSight）的名義展出了其第一代全息武器瞄具（英語：Holographic Weapon Sight，簡稱HWS），並獲射擊工業卓越學院頒發年度瞄具獎。後來於2000年EOTech推出了尺寸更緊湊的第二代HWS，並在2001年推出軍警用HWS，更再次獲得射擊工業卓越學院年度瞄具獎，並獲得特戰司令部（USSOCOM）的合同，其HWS正式成為特種部隊及海軍陸戰隊的標準近距作戰瞄具。
2005年11月，EOTech被L3 Communications收購。2007年EOTech遷至現時位於密西根州安娜堡的設施，並在2007年至2009年期間推出多款為軍警訂製的HWS。
2010年，在L3收購Insight Technologies的同時，EOTech亦加入了L3戰士系統（英語：L3 Warrior Systems）部門。
2015年9月14日，USSOCOM發出了一份有關五款EOTech加強型戰鬥光學瞄具（英語：Enhanced Combat Optical Sights，簡稱ECOS）的警告，指出ECOS會在溫差下發生±4 MOA的偏差，而較早前在3月16日亦曾發出另一個有關ECOS帶有4至6 MOA瞄準視差的警告。在訴訟中EOTech被指早於2006年便知道其HWS有此類問題，但從未公開資訊以致政府須自行發現問題，因此EOTech的母公司L3 Communications同意向美國政府賠償2560萬美元。因為此次事件，L3 Communications在2015年進行了HWS的全面退款及回收，同時聯邦調查局亦放棄EOTech改用Aimpoint作為步槍瞄具。
受USSOCOM的警告影響，EOTech在2016年SHOT Show主力展出其新品牌Vudu的精確倍率瞄具，並完全沒有展出任何HWS產品。
EOTech在2017年完成問題修正，在SHOT Show展出了全新生產的512、518、XPS2等最受歡迎的HWS，同時改用了新商標，公司名稱的寫法亦改為全大寫的「EOTECH」。
在所有問題修正後，EOTECH重獲不同機構採用。2018年IEA宣佈將會為德國特種部隊的G95K提供EXPS3-0全息瞄準鏡及G33 3倍放大鏡，而USSOCOM亦在2018年重新向L3 Technologies授予價值2363.7萬美元的合同以提供EOTECH最新型HWS及G33 3倍放大鏡。
2019年，L3成立了戰場視野系統（英語：Field Vision System），EOTECH、Vudu及新的L3 Field Vision將成為此系統其下企業，並分別提供HWS、精確倍率瞄具及高檔瞄具系列。
2020年1月，EOTECH在SHOT Show發佈了三款新型放大鏡，為首次擴展此產品線。
2020年3月24日，L3Harris宣佈把EOTECH售予Koucar Management旗下的American Holoptics，並預計在2020年中完成交易。交易於同年7月31日完成，EOTECH正式成為American Holoptics的子公司。
2021年1月21日，EOTECH與堪薩斯州公路巡警簽訂一份價值277,000美元的合同，以向其供應600套EXPS2-0全息瞄準鏡。

## HWS特點

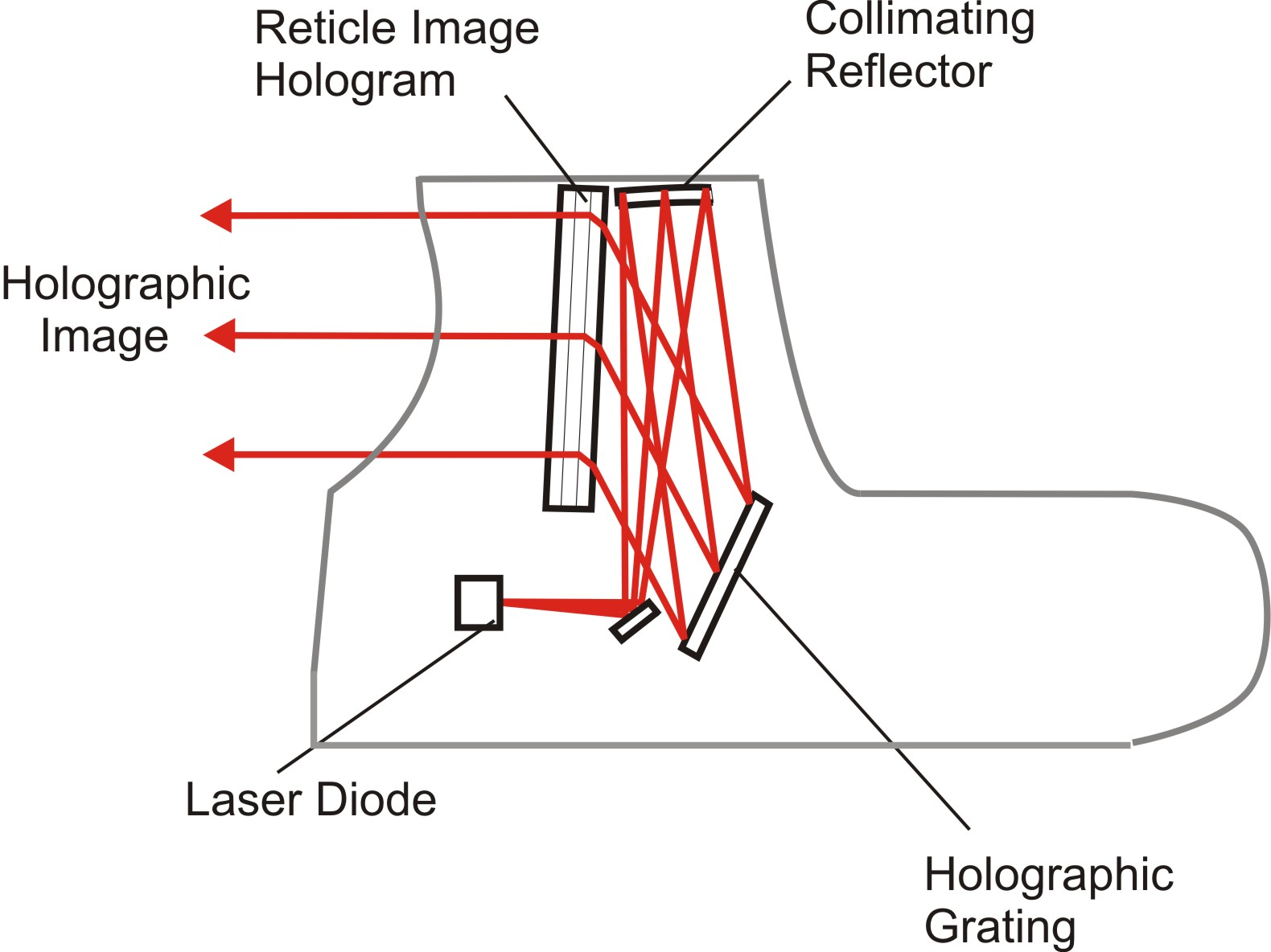
EOTECH HWS光學原理

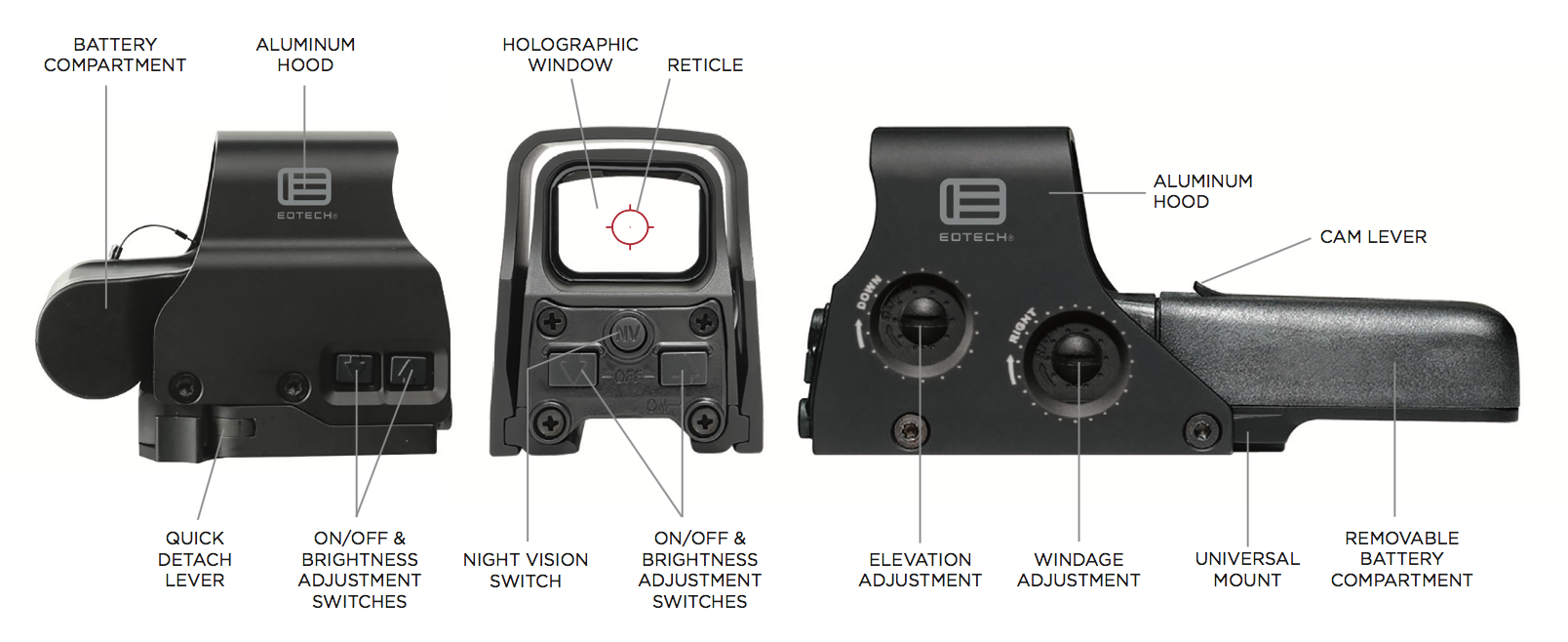
HWS的特點

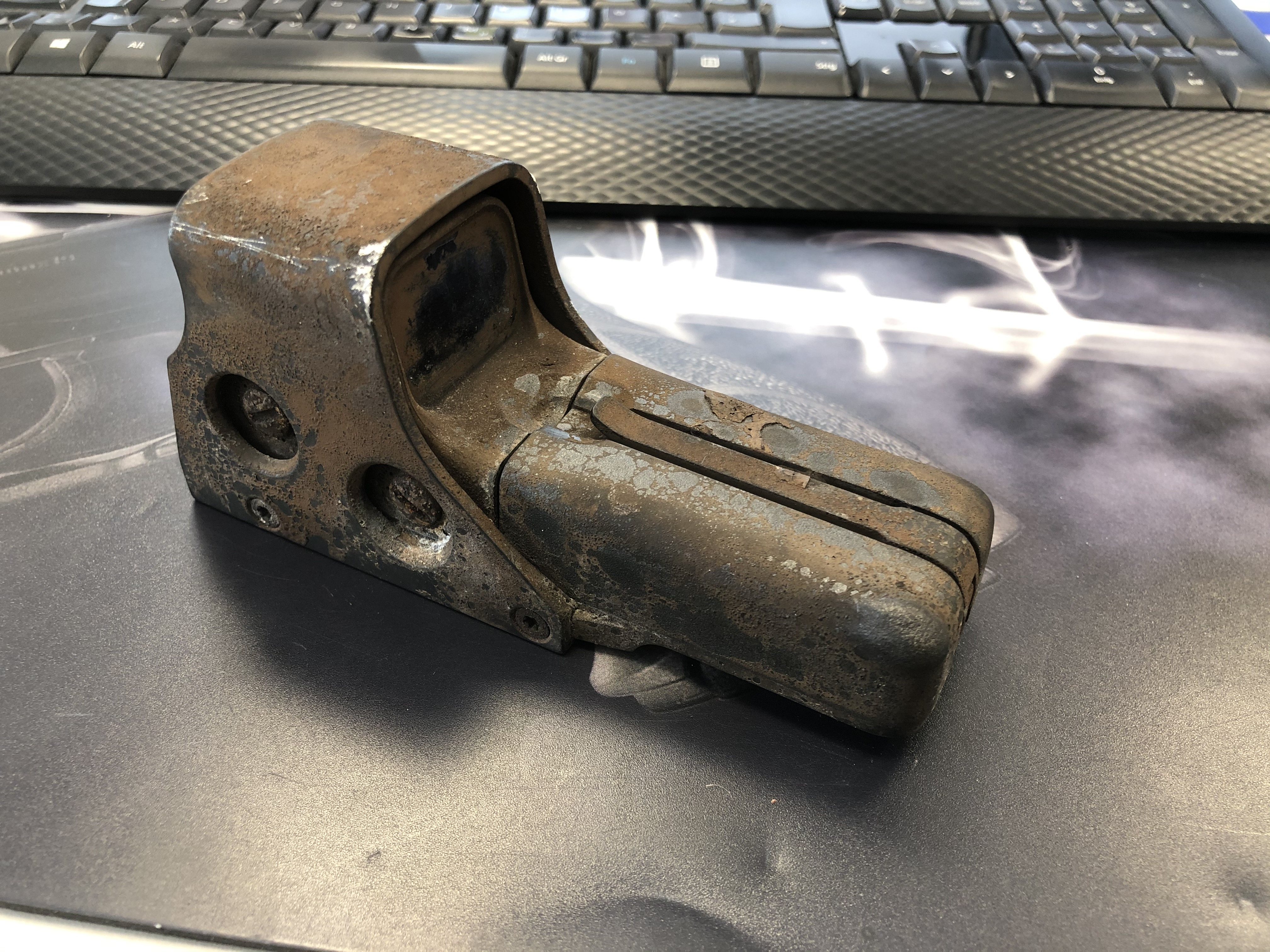
在一場大火後被尋回的552

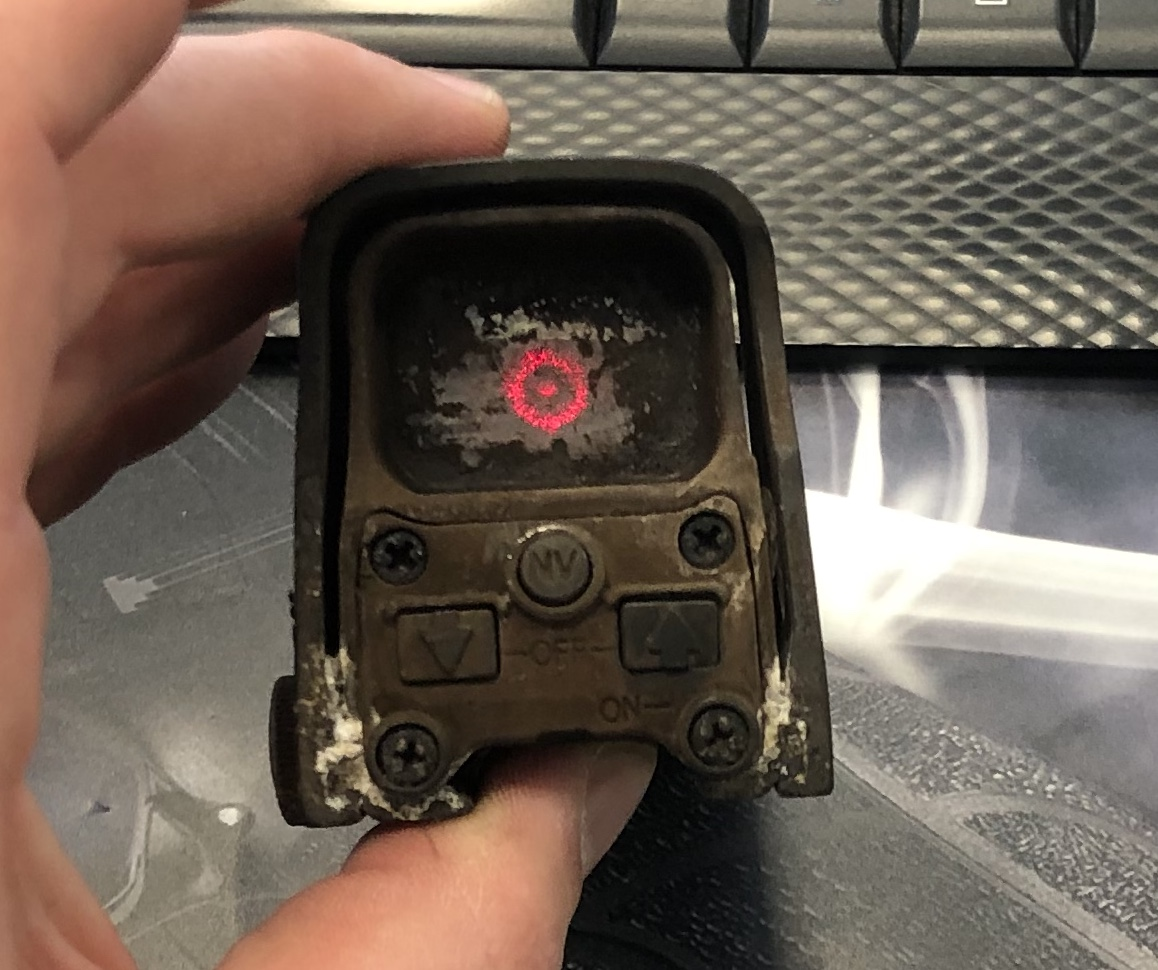
儘管被大火燒過，在更換電池及清理鏡片後該552仍然可用

### 優點
EOTECH HWS的視場比一般紅點鏡大，可提高態勢感知及瞄準速度。而HWS的鏡片為防反光塗層平面玻璃，因此視野較清晰，亦不會如一般紅點鏡般帶有藍色色調及反射光線至目標物。另外，由於HWS的光學系統不依賴物鏡反射光線，因此在物鏡髒汙甚至破裂的情況下仍可正常運作，目標物亦不會看見HWS發出任何光線。同時由於其成象原理，準星中心的1 MOA紅點在使用放大鏡瞄準時仍會保持為1 MOA大，不會像紅點鏡般同時放大阻礙視野。
另外HWS的準星圖案由像素點形成，因此成象為半透明，射手仍可透過準星看見目標而不被遮擋。雖然理論上可以透過更換雷射二極管來更換準星圖案，但EOTECH指出此過程需拆解再組裝HWS，花費可能比另外購買一個HWS還高。
在2017年一份由Green Eye Tactical進行的研究中，EOTECH的EXPS3-0在受測瞄具中表現出了最小的視差，在100碼距離更表現出了0 MOA視差的成績。而在後續第三者的測試中亦顯示EOTECH 516、EXPS3-0及EXPS3-2皆有著較小的視差，當中又以EXPS系列較佳。而較小或無視差瞄具則在趴射、使用夜視儀等難以使用正確姿勢瞄準的情況下有明顯優勢，因為即使射手無法正確瞄準仍能保有相當高的準確度。

### 缺點
由於HWS採用雷射二極管而非普通發光二極管，因此HWS的電池壽命十分短。舉例來說Aimpoint CompM3宣稱擁有50,000小時的電池壽命，但HWS則多數只有600至1000小時的電池壽命。因此HWS的開關採用4或8小時自動關機，而不可像紅點鏡般長期開機，並且會在電量過低時讓準星閃爍，提醒使用者更換電池。雖然在更新換代下HWS的電池壽命稍有改善並提高至1000至2500小時，但在2018年新推出的綠色雷射二極管版本因所需能量較高而降回600小時。

## HWS準星設計

EOTECH HWS的準星類型

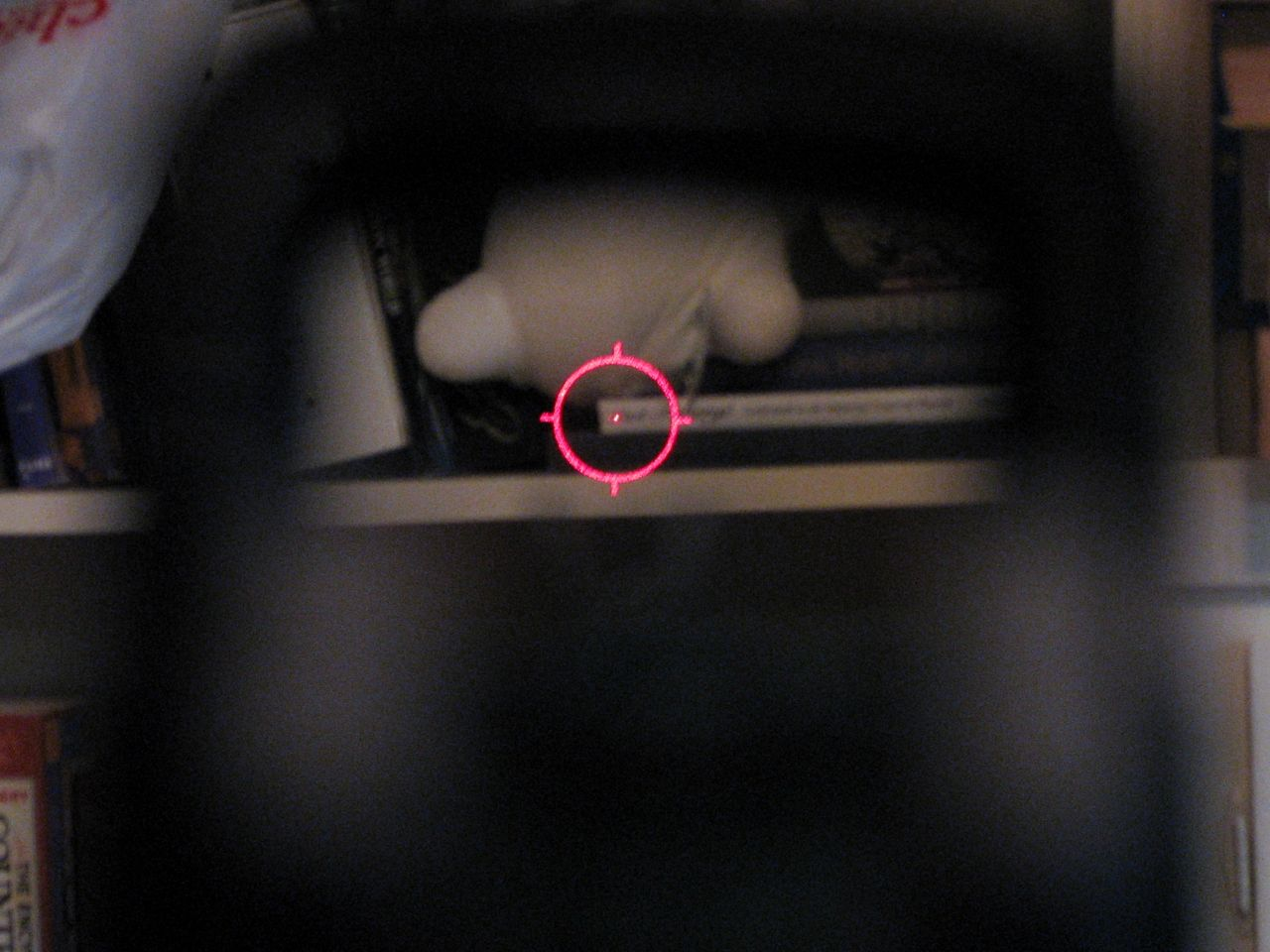
2008年前生產的512的A65準星

EOTECH為HWS設計了多款準星供用家選擇，最常見的就是為步槍口徑而設，由65 MOA大的紅圈再分別加上1個1 MOA大的紅點的A65準星，以及由68 MOA大的紅圈再分別加上1、2或4個1 MOA大的紅點的-0、-2及-4準星（其中-4前稱為AR223準星）。EOTECH會在使用說明書中簡要說明-2準星的對應距離。雖說如此，彈道仍會因彈頭重量、槍管長度等因素而改變，因此用家仍需使用自己的武器實際測試準星各紅點的對應距離。另外EOTECH亦有推出單純為1 MOA紅點的D1及-1準星，曾中止生產，現重新在XPS2上推出。
-0準星系列中，亦有另外一款EOTECH稱「加入一點殭屍元素」的Z準星，功能與-0準星完全一樣，差別在於外圈改用類似生物性危害標誌的設計，採用Z準星的HWS被EOTech稱為「殭屍阻止者」（英語：Zombie Stopper），現已停產。
由於其在近戰時的優勢，-0準星亦被Trijicon應用在其MRO HD紅點鏡中，不過改為使用2 MOA大的紅點，68 MOA外圈亦改為分段環。
除了以上準星，EOTECH亦分別為使用.308的M240及.50的M2設計了XR308及XR500準星，兩者分別只在於準星下墜點所標示的距離，XR308以400公尺為間隔，標示至1200公尺；XR500則以500公尺為間隔，標示至2000公尺。而為在弩弓上使用而推出的512 XBOW則採用了同時包含以對象物（以18英吋高的白尾鹿為標準）大小測距及下墜點的準星。另外亦有分別為FN .68英吋口徑及SAGE 37公釐非致命性彈藥而設計的FN303及SAGE準星。
而為40公釐榴彈發射器而設的M40GL則採用可調仰角設計，根據當時HWS仰角而看到準星的對應部分，並由100公尺以10公尺間距標示至300公尺，同時準星設計稍微傾斜以補償榴彈旋轉造成的偏差。

## 產品

### 全息武器瞄具
EOTECH的HWS中，510系列為不設夜視亮度設定的基本型，而550系列則為加入夜視亮度設定的夜視型。2009年推出的緊湊型XPS及EXPS系列除了改用單顆電池，電池的擺放亦改為垂直於後座力方向，因此比較不受後座力影響導致電池短暫接觸不良而關閉HWS。所有HWS的日間亮度設定共有20段（EXPS2 OPMOD版則為特製30段日間亮度設定），而夜視型的夜視亮度設定則有10段。而HWS亦曾在M2、M500、M460、不同霰彈槍、甚至會帶來前向力的氣槍及弩弓上使用，因此EOTECH保證HWS能承受槍械帶來的後座力而不會損壞。
當EOTech在2014年推出採用了加高快拆底座的518／558時，公司決定將本來採用非EXPS加高底座的516、517、553及556停產，而「殭屍阻止者」亦會在2015年停產。
由於2015年USSOCOM的警告，EOTech曾將全線HWS停產，至2017年完成問題修正才重新生產最受歡迎的產品。現時生產的HWS為512、518、552、558及XPS系列。
另外，民間槍械復刻愛好者在再現某些槍械時，偏好尋找國防部版本的ECOS而非民用版本的HWS（如SU-231/PEQ而非553）。EOTECH指出兩者分別在於國防部版本進行過更嚴苛的環境耐性測試，但同時因為要根據合同規格製造，因此EOTECH不能隨便在國防部版本進行升級。
| 型號    | 型號   | 描述 | 電池    | NSN |
| 基本型  | 夜視型 | 描述 | 電池    | NSN |
| ------- | ------ | --- | ------- | --- |
| 511     | 551    | 現已停產，511設有FN303及SAGE準星供選擇 | ×2      | - 511.FN：1240-01-576-6279 - 511.A65：1240-01-537-5281 - 511AA：1240-01-524-8478 - 551.A65：1240-01-580-9836 |
| 512     | 552    | 改用三號電池的511／551，512為最受歡迎的HWS，EOTECH曾為其推出附雷射瞄準儀的電池蓋 庫存編號1240-01-558-9715的552為加強防水能力至水下66英呎的特製型，一般為33英呎防水 而庫存編號1240-01-509-4502則加上了安裝在M16／M4提把上，令552與機械瞄具共同瞄準的安裝臂 | ×2      | - 512.A65：1240-01-554-4488 - 512.FN：1240-01-655-3443 - 552：1240-01-485-0441 - 552.A65：1240-01-492-5264 - 552.A65.66FT：1240-01-558-9715 - 552.A65/1+9-BC-CAM：1240-01-509-4502 - 552.XR308：1240-01-560-3769 - 552.XR500：1240-01-600-3309 |
| ／      | EOLAD  | 現已停產，與Laser Devices Inc.合作推出，側面整合雷射瞄準儀的552，設有可見紅/綠雷射、不可見紅外雷射及紅外照明燈之不同組合供選擇，同時使用雷射及HWS時電池壽命僅有5小時                                                                                  | ×2      | |
| ／      | 553    | 現已停產，使用CR123鋰電池，採用ARMS加高底座 | CR123×2 | 553：1240-01-613-1628 |
| ／      | 554    | 現已停產，加強耐震及防水能力的552，為特種部隊訂製 | ×2      | 554.A65：1240-01-517-1751 |
| ／      | 555    | 現已停產，改用電池的553 | ×2      | 555.A65：1005-01-559-7993 |
| 516     | 556    | 現已停產，使用CR123鋰電池，為軍警市場而設 | CR123×2 | 556：1240-01-613-1629 |
| ／      | 557    | 現已停產，改用三號電池的516，為軍警市場而設 | ×2      | 557.AR223：1240-01-553-8413 |
| 518     | 558    | 採用加高快拆底座的512／552，2014年推出 | ×2      | |
| XPS2    | XPS3   | 電池壽命較短但為重量最輕及尺寸最緊湊的HWS | CR123×1 | - XPS2-FN：1240-01-533-1620 - XPS3-0：1240-01-601-1395 - XPS3-1：1005-01-597-4138 - XPS3-2：1240-01-594-1345 |
| EXPS2   | EXPS3  | 採用加高快拆底座的XPS2／XPS3 | CR123×1 | - EXPS3：1240-01-641-0079 - EXPS3-0：1240-01-630-1750 - EXPS3-2：1240-01-594-1349 |
| 300 BLK | ／     | 採用.300 Blackout專用準星的XPS2，2013年推出 | CR123×1 | |
| ／      | M40GL  | 現已停產，為使用40公釐榴彈發射器上而推出，安裝在武器左側導軌並可調節仰角使用 | CR123×1 | |
| ／      | MK56   | 現已停產，為使用在M2HB重機槍上而推出，比一般型號大上超過一倍，重達2.5磅，採用XR500準星 | CR123×1 | MK56-A1：1240-01-607-1350 |

| 編號        | 型號        | 描述                                                                                               | NSN              |
| ----------- | ----------- | -------------------------------------------------------------------------------------------------- | ---------------- |
| SU-231/PEQ  | 棕色553.A65 | SU-231/PEQ將在SOPMOD Block I中逐漸取代原配發1倍率反射式瞄具                                        | 1240-01-533-0941 |
| SU-231/PEQ  | 黑色553.A65 | SU-231/PEQ將在SOPMOD Block I中逐漸取代原配發1倍率反射式瞄具                                        | 1240-01-594-3103 |
| SU-231A/PEQ | 棕色EXPS3-0 | SU-231A/PEQ為SU-231/PEQ的升級版本，設計用於M4及SCAR武器系統上                                      | 1240-01-587-9345 |
| SU-231B/PEQ | 黑色EXPS3-2 | SU-231B/PEQ為SU-231/PEQ的升級版本，其準星為兩點（500及1000碼）A557彈藥彈道準星，設計用於M2HB重機槍 | 1240-01-587-9762 |
| SU-231C/PEQ | 黑色EXPS3-0 | SU-231C/PEQ為SU-231/PEQ的升級版本，歸零調節鈕改裝成無需工具調整，設計用於M4及SCAR武器系統上        | 1240-01-587-9178 |
| SU-231D/PEQ | 棕色M40GL   | SU-231D/PEQ（ECOS-GL）為使用M203、M320及Mk13 EGLM射擊40公釐低速榴彈作精確射擊而設計                | 1240-01-591-7601 |
| SU-253/PEQ  | 黑色M40GL   | 此榴彈發射器光學瞄具為使用M203時在100至350公尺射程瞄準而設計                                       | 1240-01-566-2844 |
| SU-264/PEQ  | 黑色MK56    | SU-264/PEQ（ECOS-H）為用於M2重機槍的快拆瞄具，其準星設有500及1000公尺下墜點                        | 1240-01-590-7763 |

|       | 0 | 0GRN | 1 | 2 | 4 | 300 | XR308 | FN303 | SAGE | XBOW |
| ----- | - | ---- | - | - | - | --- | ----- | ----- | ---- | ---- |
| 512   | ✓ |      |   |   |   |     |       |       |      | ✓    |
| 518   | ✓ |      |   | ✓ |   |     |       |       |      |      |
| 552   | ✓ |      |   |   |   |     | ✓     |       |      |      |
| 558   | ✓ |      |   |   |   |     |       |       |      |      |
| XPS2  | ✓ | ✓    | ✓ | ✓ |   | ✓   |       | ✓     | ✓    |      |
| EXPS2 | ✓ | ✓    |   | ✓ |   |     |       |       |      |      |
| XPS3  | ✓ |      |   | ✓ |   |     |       |       |      |      |
| EXPS3 | ✓ |      |   | ✓ | ✓ |     |       |       |      |      |

### 紅點鏡
- MRDS：迷你紅點鏡（英語：Mini Red Dot Sight），現已停產，可用於手槍及霰彈槍等平臺的紅點鏡，庫存編號1240-01-615-9880
- EFLX：最初在DSEI 2020（英语：DSEI）公開，並在SHOT Show 2022發佈的迷你紅點鏡。使用Delta Point Pro安裝規格及CR2032電池。設有3 MOA及6 MOA兩種紅點大小，電池壽命約20,000小時[35]。

### 倍率放大鏡
EOTECH的倍率放大鏡設計為連同HWS或紅點鏡等無倍率瞄具使用，以同時提供無倍率瞄具供近戰使用，以及倍率瞄具供中長射程使用。EOTECH的倍率放大鏡可以使用不同底座，原廠提供的分別為：
- ARMS FTS：快拆側翻底座（英語：Flip-To-Side），為按下卡榫後以彈簧進行側翻動作的設計
- ARMS FXD：固定式快拆底座（英語：Fixed），不設側翻功能
- STS：快拆側翻底座（英語：Switch-To-Side），側翻動作改為手動按壓
- FM：固定式快拆底座（英語：Fixed Mount），2020年推出，不設側翻功能

由於ARMS底座僅可在完全符合規格的MIL-STD-1913導軌使用，因此後來推出的STS及FM底座改用類似EXPS底座的可調夾具寬度設計。
- EOTech Magifier：現已停產，設有3.25倍（3X）及3.75倍（4X）兩款，以及FXD及FTS兩種底座，以其組合分別稱為3X.FTS、3X.FXD、4X.FTS及4X.FXD
- G13：第一代倍率放大鏡，現已停產，3.25倍放大鏡，採用ARMS FTS快拆側翻底座，因其外觀而被稱為「菠蘿鏡」（英語：Pineapple Magnifier）
- G23：第二代倍率放大鏡，現已停產，3.25倍放大鏡，採用ARMS FTS快拆側翻底座，庫存編號1240-01-587-1372（黑色）及1240-01-591-8149（棕色）
- G33：第三代倍率放大鏡，3.25倍放大鏡，視場比G23大，改用STS快拆側翻底座，庫存編號1240-01-617-9721（黑色）及1240-01-616-8655（棕色）
  - G30：2020年推出。G33廉價版，改用FM快拆底座
  - G43：第四代倍率放大鏡，2020年公佈，延至2021年2月發售。G33緊湊版，長度縮短以減輕重量，採用STS快拆側翻底座
- G45：第四代倍率放大鏡，2020年公佈，延至2021年2月發售。5倍放大鏡，採用STS快拆側翻底座，尺寸及重量與G33相近
- MPO：多用途瞄具（英語：Multi Purpose Optic），現已停產，為全息武器瞄具及倍率放大鏡套裝版
  - MPO：557與倍率放大鏡，分別曾推出3XFTS、4XFXD、4XFTS及G23套裝
  - MPO II：EXPS3-4與G23
  - MPO III：EXPS2-2與G23
- HHS：全息混合瞄具（英語：Holographic Hybrid Sight），為全息武器瞄具及倍率放大鏡套裝版
  - HHS Green：EXPS2-0GRN與G33
  - HHS I：EXPS3-4與G33，庫存編號1240-01-618-8402
  - HHS II：EXPS2-2與G33
  - HHS III：518-2與G33
  - HHS V：EXPS3-4與G45，2021年推出
  - HHV VI：EXPS3-2與G43

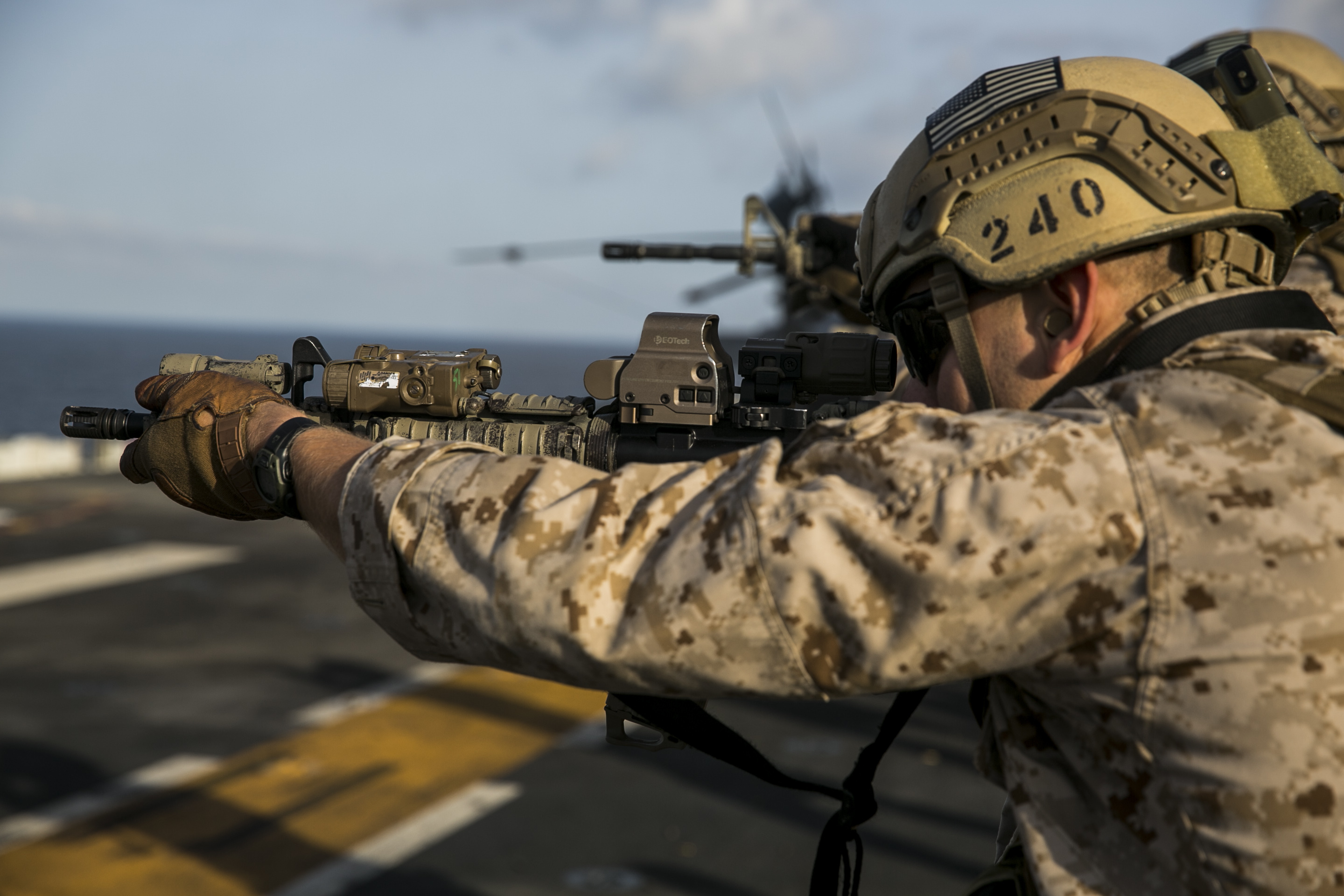
在艾塞克斯號兩棲突擊艦（LHD-2）進行CERTEX時使用EXPS3的第15海軍陸戰隊遠征部隊隊員，其G33正位於側翻位置
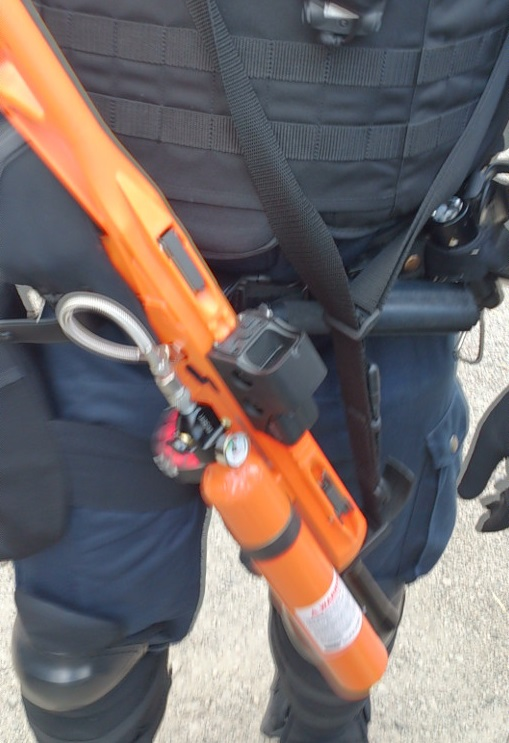
在FN303上使用511.FN303的芬蘭防暴警察
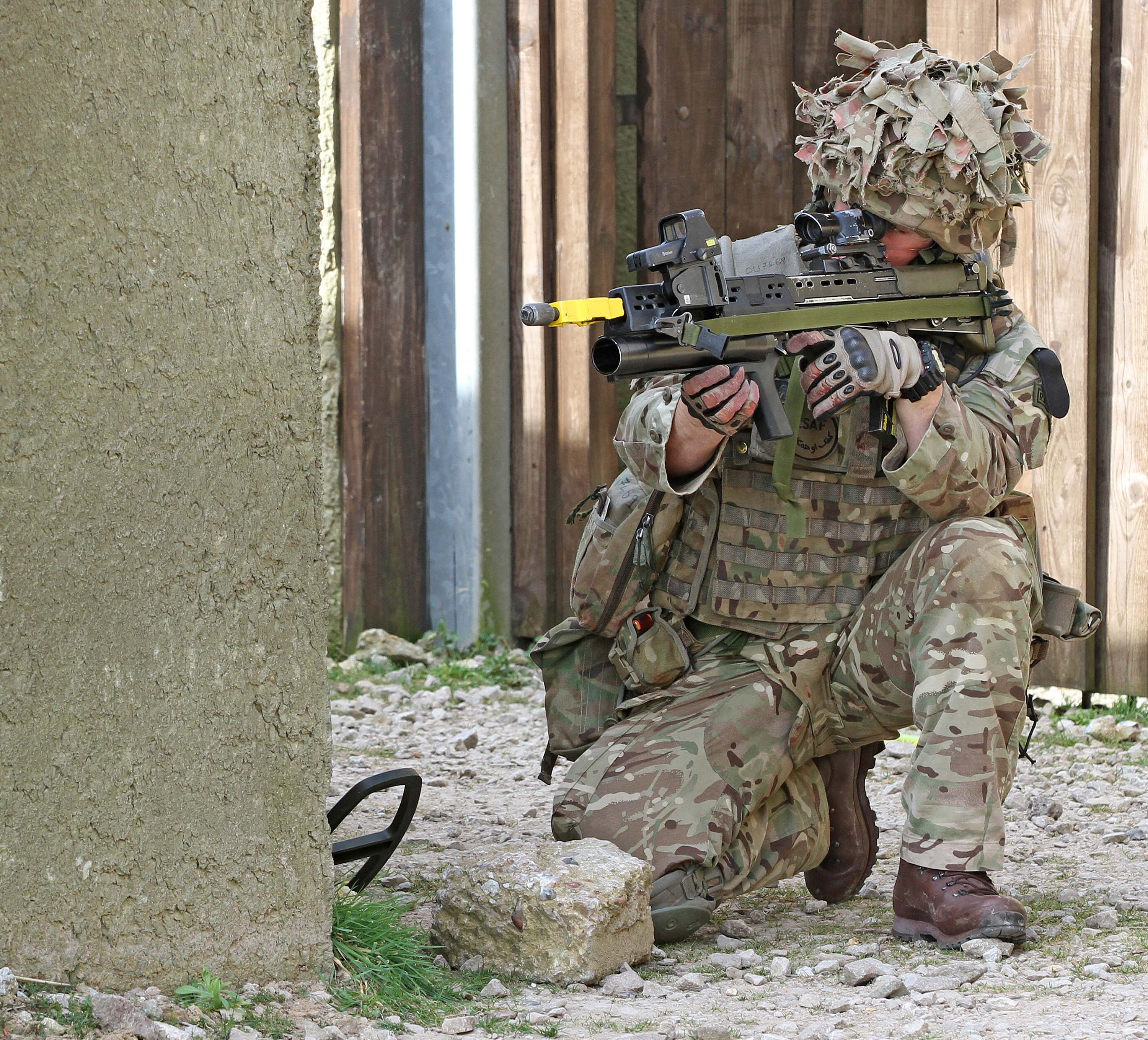
在演習中使用552作榴彈發射器瞄具的英國皇家空軍第15中隊士兵
在阿富汗赫爾曼德執行護衛任務時使用SU-231/PEQ及3X.FTS/G13的關鍵技能幹員
在阿富汗赫爾曼德協助建立檢查站時使用G33觀察環境的海軍陸戰隊隊員
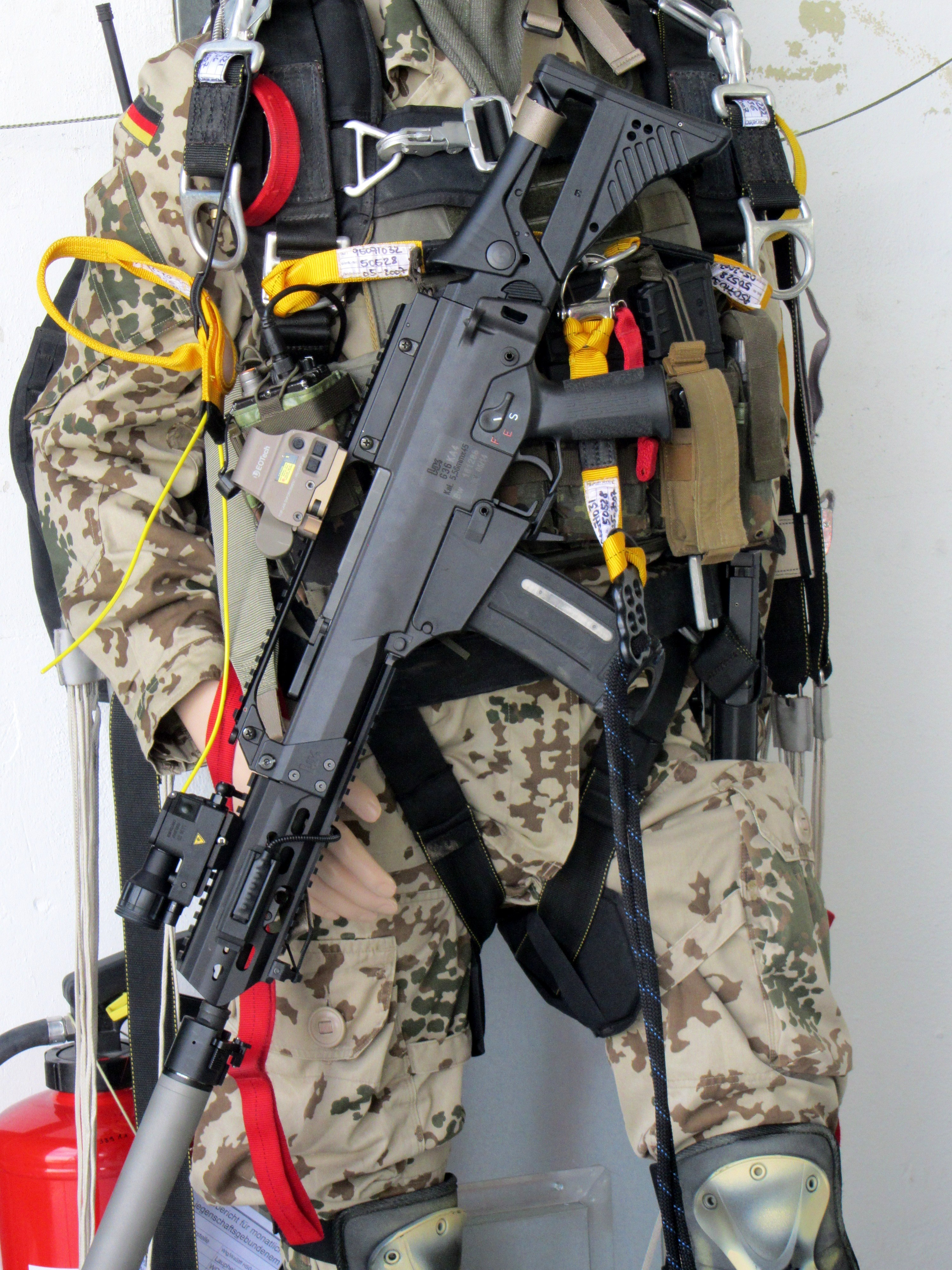
安裝了EXPS3的G36KA4
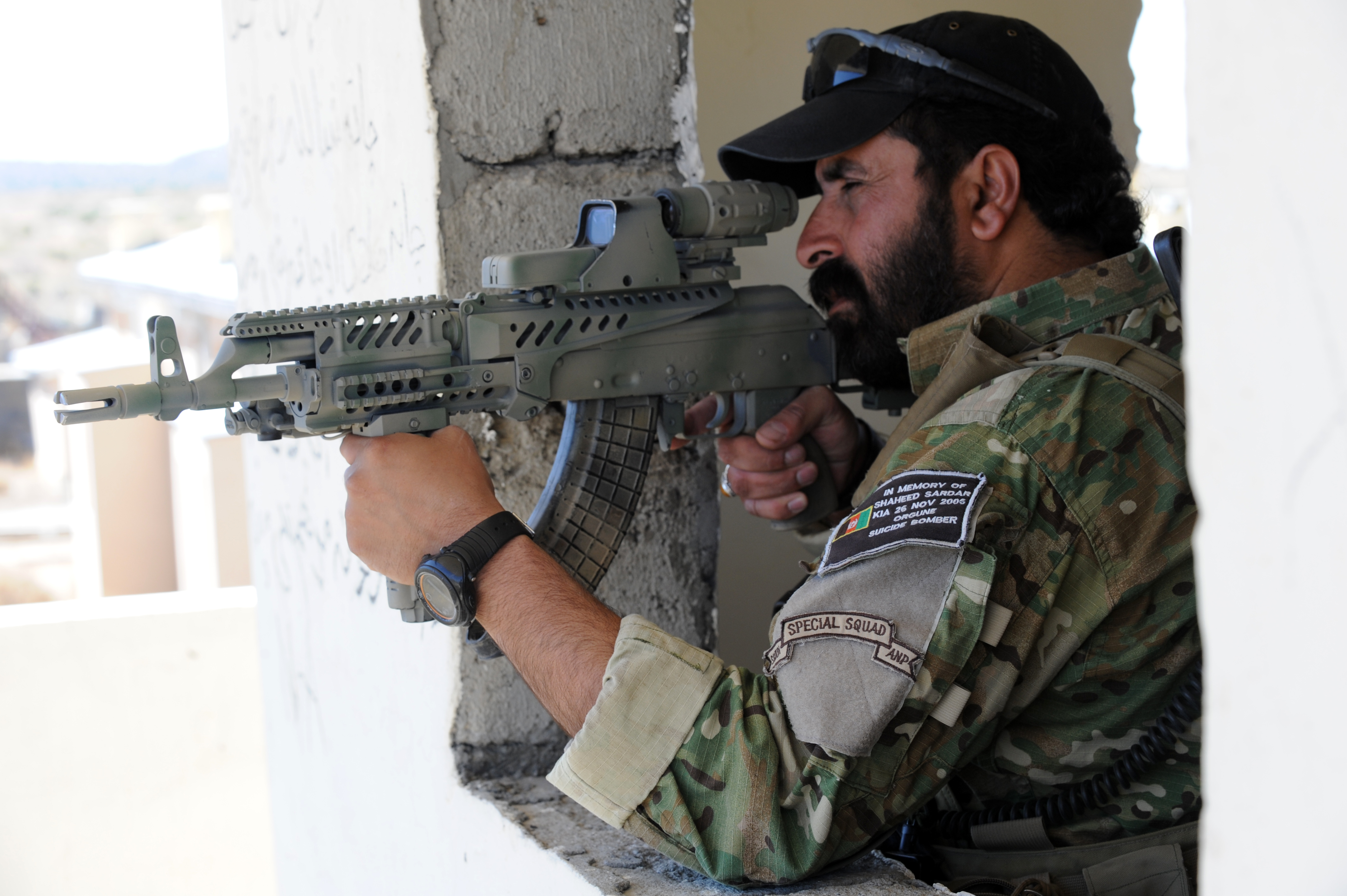
在派克蒂卡省邊境利用其AMD-65上的512及Aimpoint 3XMAG掃視環境的阿富汗國家警察指揮官
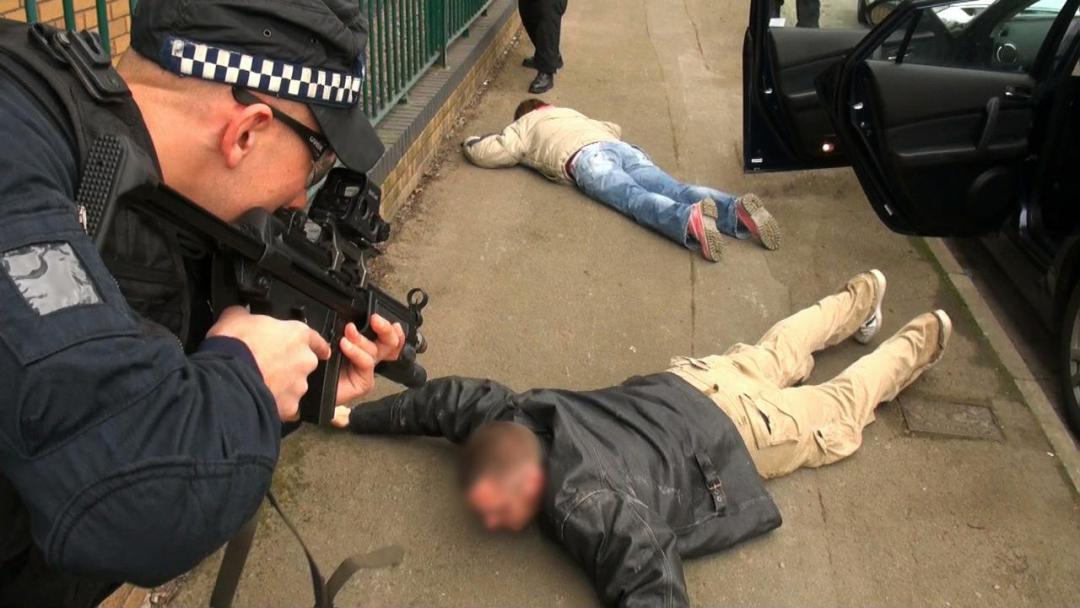
西米德蘭茲郡警察在持械反應訓練中使用裝有XPS2的MP5SF A3
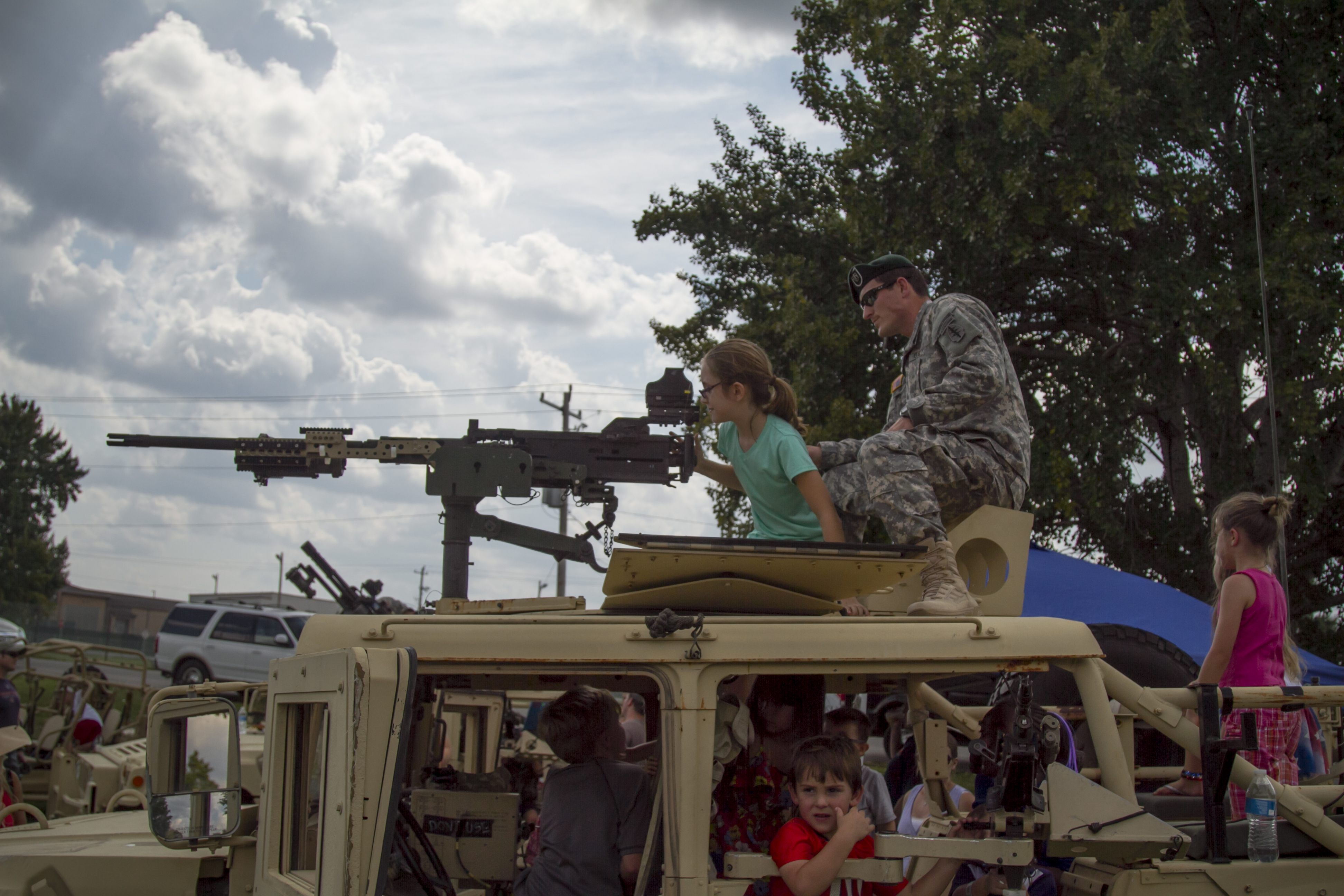
在HMMWV上的M2重機槍安裝SU-264/PEQ的美國陸軍第5特種部隊群
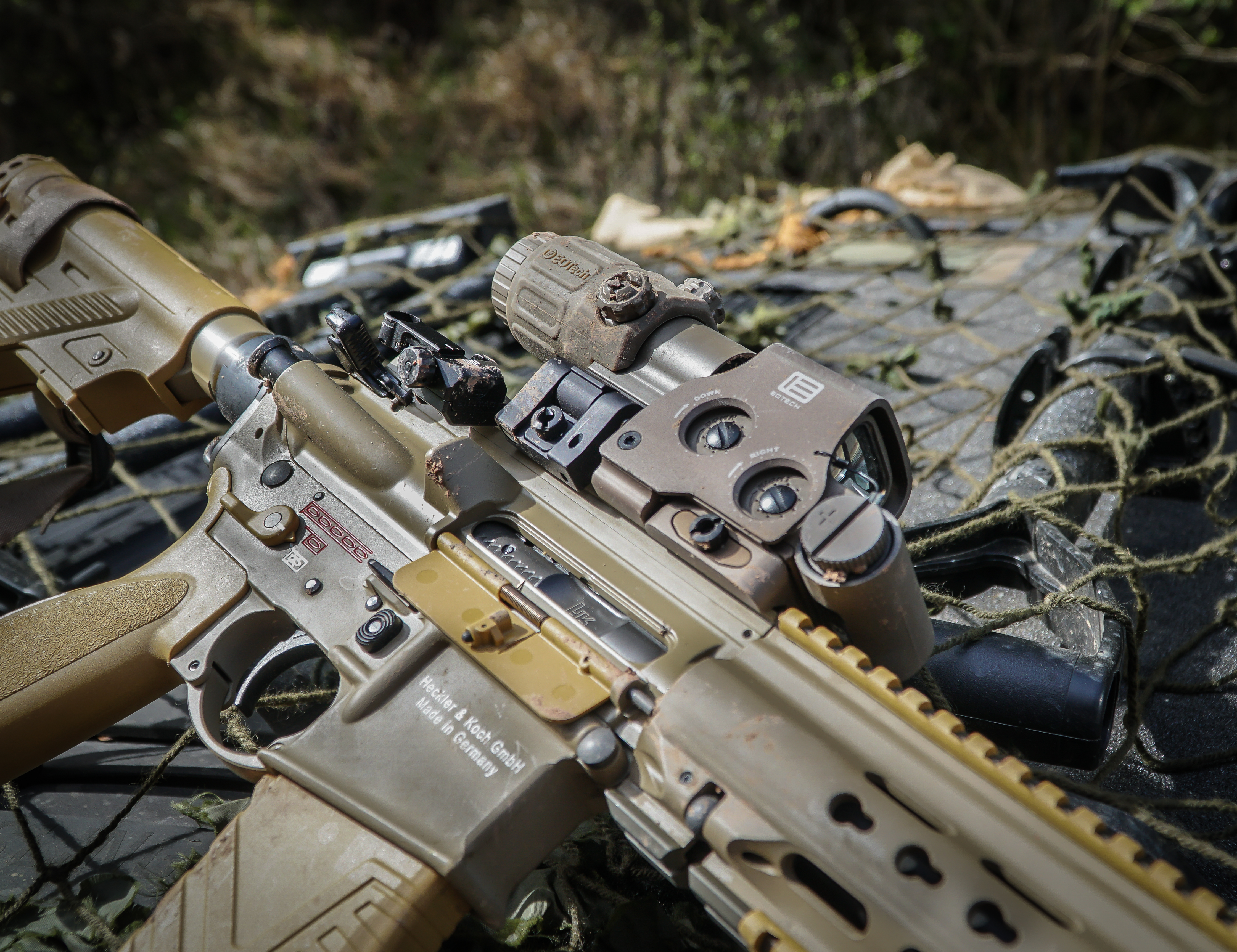
裝有EXPS3及G33的G95K

### Vudu精確倍率瞄具
Vudu系列為EOTech在2016年受USSOCOM的警告影響而主力宣傳的產品，為沒有使用HWS技術的精確倍率瞄具。
第一焦鏡準星
準星印刷在第一焦鏡，準星會依當時放大倍率同時放大或縮小
- 1–6X24FFP：1-6倍精確瞄具
- 2.5-10X44FFP：2.5-10倍精確瞄具
- 3.5-18X50FFP：3.5-18倍精確瞄具
- 5-25X50FFP：5-25倍精確瞄具

第二焦鏡準星
準星印刷在第二焦鏡，不論放大倍率準星皆為同一尺寸
- 1–8X24SFP：2020年推出，1-8倍精確瞄具
- 3.5-18X50SFP：3.5-18倍精確瞄具
- 8-32X50SFP：8-32倍精確瞄具

### 其他

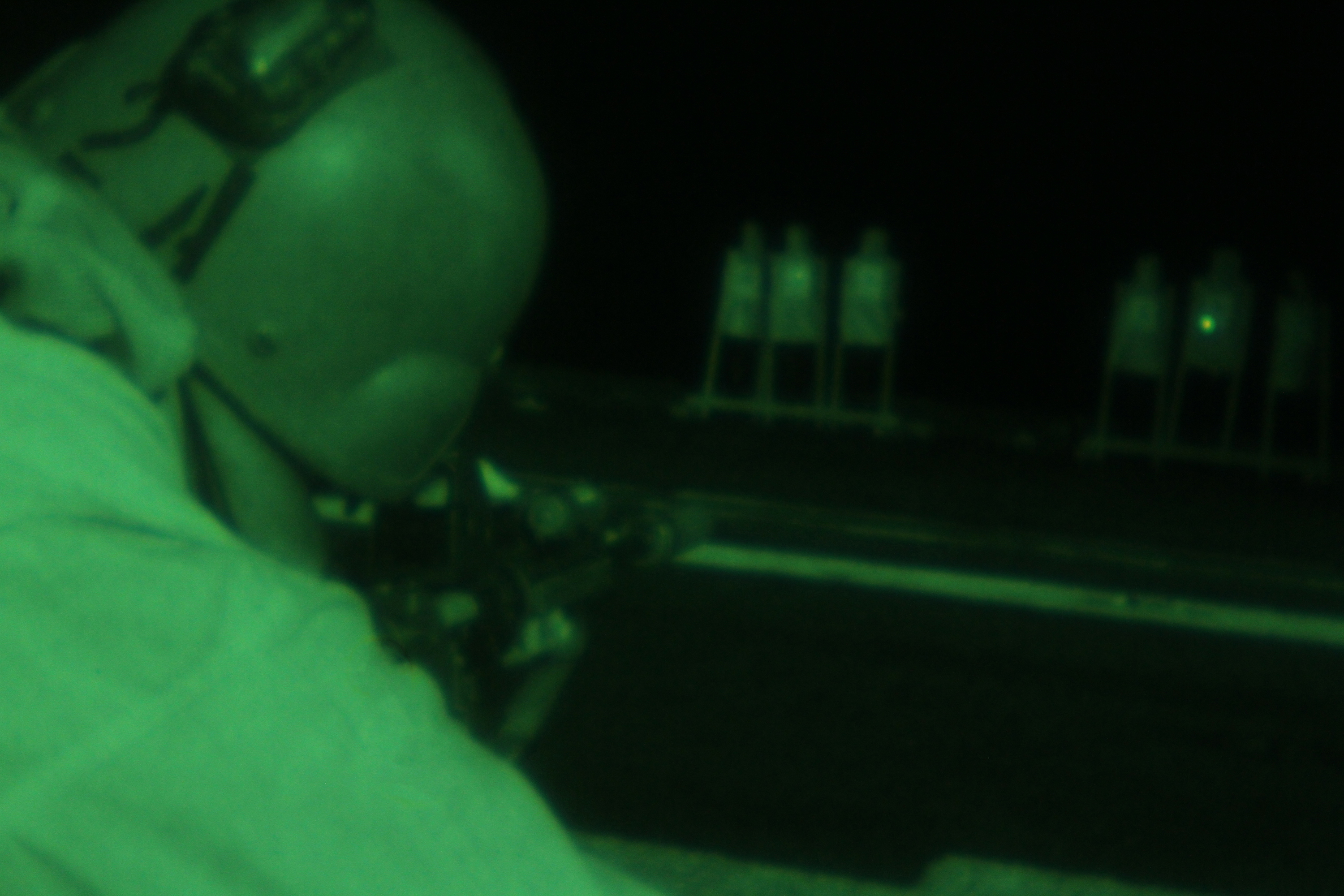
在硫磺島號兩棲突擊艦（LHD-7）上進行夜間實彈射擊訓練時使用AN/PEQ-15的紅外雷射瞄準的海軍陸戰隊第24海軍陸戰隊遠征部隊隊員

#### 夜視儀
- M914：即AN/PVS-14
- M2124 ：PVS-24類夜視儀，安裝在MIL-STD-1913導軌使用，可視距離約300公尺，庫存編號1240-01-604-2797 
  - M2124-LR：M2124長程版，可視距離約850公尺
- GPNVG：地面全景夜視儀（英語：Ground Panoramic Night Vision Goggle），即GPNVG-18，四筒式夜視儀，可提供達97度的視場，價格極為高昂。以往限定軍警單位購買，2021年1月起TNVC開始商業發售GPNVG[37]
- BNVD：雙筒夜視儀（英語：Binocular Night Vision Device），軍用編號為AN/PVS-31A

#### 熱成像儀
- LWTS：輕武器熱成像儀（英語：Light Weapon Thermal Sight），安裝在MIL-STD-1913導軌使用，可視距離約1400公尺
  - LWTS-LR：LWTS長程版，可視距離約2500公尺
- CRATOS：夾上即用強固型先進熱成像光學瞄具（英語：Clip-On Ruggedized Advanced Thermal Optical Sight），較LWTS為輕，並能儲存觀測照片
- X320：解析度240×320、影格率30Hz的手持式熱成像儀，可視距離約800碼
- X640：2015年推出，解析度480×640、影格率30Hz的手持式熱成像儀，可視距離約1100碼
- NanoCore：熱成像核心系列

#### 雷射瞄準儀
- ATPIAL：先進目標指向/照明及瞄準雷射（英語：Advanced Target Pointer Illuminator Aiming Laser），軍用編號為AN/PEQ-15
  - ATPIAL-C：ATPIAL商用版，改用功率較低的商業級雷射以合法作商業銷售
- NGAL：次世代瞄準雷射（英語：Next Generation Aiming Laser），輕量緊湊型雷射瞄準儀
- OGL：槍上雷射（英語：On Gun Laser），緊湊型雷射瞄準儀，以單CR123電池供電。重量與ATPIAL相當，外殼改為鋁製使其尺寸較小。OGL頂部設有紅外照明器焦距調整桿以在泛光或聚光間調整。設有軍警用的標準功率版及民用的低功率版[38]

## 資料來源
1. 1 2  M, Sam. . Gunivore. 2016-03-16  [2020-02-24]. （原始内容存档于2020-02-24） （美国英语）.
2. 1 2  . The Firearm Blog. 2018-10-19  [2020-02-24]. （原始内容存档于2020-02-24） （美国英语）.
3. ↑  . www.eotechinc.com.   [2020-02-24]. （原始内容存档于2020-04-14）.
4. 1 2 3  Kraut, Adam. . Recoil. 2018-10-11  [2020-02-24]. （原始内容存档于2020-02-24） （美国英语）.
5. 1 2  . www.eotechgear.com.   [2020-02-25]. （原始内容存档于2020-02-25）.
6. ↑  . www.eotechinc.com.   [2020-02-24]. （原始内容存档于2020-04-14）.
7. ↑  . The Firearm Blog. 2015-10-02  [2020-02-24]. （原始内容存档于2020-02-24） （美国英语）.
8. ↑  .   [2020-02-24]. （原始内容存档于2020-02-24） （美国英语）.
9. ↑  . The Firearm Blog. 2015-11-24  [2020-02-24]. （原始内容存档于2020-02-24） （美国英语）.
10. ↑  . The Firearm Blog. 2015-11-30  [2020-02-24]. （原始内容存档于2020-02-24） （美国英语）.
11. ↑  . The Firearm Blog. 2015-11-30  [2020-02-24]. （原始内容存档于2020-02-24） （美国英语）.
12. ↑  . The Firearm Blog. 2015-12-18  [2020-02-24]. （原始内容存档于2020-02-24） （美国英语）.
13. ↑  .   [2020-02-28]. （原始内容存档于2020-02-28） （美国英语）.
14. ↑  .   [2020-02-28]. （原始内容存档于2020-02-28） （美国英语）.
15. ↑  . The Firearm Blog. 2018-09-27  [2020-02-24]. （原始内容存档于2020-02-17） （美国英语）.
16. ↑  . U.S. DEPARTMENT OF DEFENSE.   [2020-02-24]. （原始内容存档于2020-02-24） （美国英语）.
17. ↑  . The Firearm Blog. 2019-01-08  [2020-02-24]. （原始内容存档于2020-02-24） （美国英语）.
18. ↑  . www.eotechgear.com.   [2020-03-02]. （原始内容存档于2020-03-02） （英语）.
19. ↑  . The Firearm Blog. 2020-01-31  [2020-02-24]. （原始内容存档于2020-02-24） （美国英语）.
20. ↑  . www.l3harris.com.   [2020-07-12]. （原始内容存档于2020-07-15）.
21. ↑  . The Firearm Blog. 2020-03-24  [2020-07-12]. （原始内容存档于2020-07-15） （美国英语）.
22. ↑  . www.businesswire.com. 2020-07-31  [2020-08-05]. （原始内容存档于2020-08-04） （英语）.
23. ↑  . www.eotechinc.com. 2021-01-21  [2021-02-26]. （原始内容存档于2021-03-03） （美国英语）.
24. ↑  . EOTECH.   [2020-06-06]. （原始内容存档于2020-06-06） （英语）.
25. 1 2  . Survival Cache. 2014-06-03  [2020-02-24]. （原始内容存档于2020-02-24） （美国英语）.
26. ↑  . www.eotechinc.com.   [2020-02-24]. （原始内容存档于2020-04-14）.
27. 1 2  . www.eotechgear.com.   [2020-02-25]. （原始内容存档于2020-02-25）.
28. ↑  Eric Dorenbush. . www.greeneyetactical.com. 2017-07-27  [2020-02-26]. （原始内容存档于2020-02-26） （美国英语）.
29. ↑  . The Firearm Blog. 2020-02-25  [2020-02-26]. （原始内容存档于2020-02-27） （美国英语）.
30. ↑  . The Firearm Blog. 2018-02-09  [2020-02-26]. （原始内容存档于2020-02-27） （美国英语）.
31. 1 2  . www.eotechinc.com.   [2020-02-28]. （原始内容存档于2020-04-14）.
32. ↑  . The Firearm Blog. 2020-01-23  [2020-02-27]. （原始内容存档于2020-02-27） （美国英语）.
33. ↑  . www.eotechinc.com.   [2020-02-28]. （原始内容存档于2020-02-28）.
34. ↑  . 2014-12-05  [2020-11-17]. （原始内容存档于2016-06-15） （美国英语）.
35. ↑  . Frag Out! Magazine. 2022-01-17  [2022-01-19]. （原始内容存档于2022-01-19） （美国英语）.
36. 1 2  . www.americanhunter.org.   [2020-02-24]. （原始内容存档于2020-02-24） （英语）.
37. ↑  . Soldier Systems Daily. 2021-01-22  [2021-02-09]. （原始内容存档于2021-02-15） （美国英语）.
38. ↑  C, Nicholas. . The Firearm Blog. 2022-10-21  [2023-01-24]. （原始内容存档于2023-01-24） （美国英语）.

42°13′50″N 83°43′25″W / 42.230645°N 83.7236667°W